# Academia Peruana da Língua

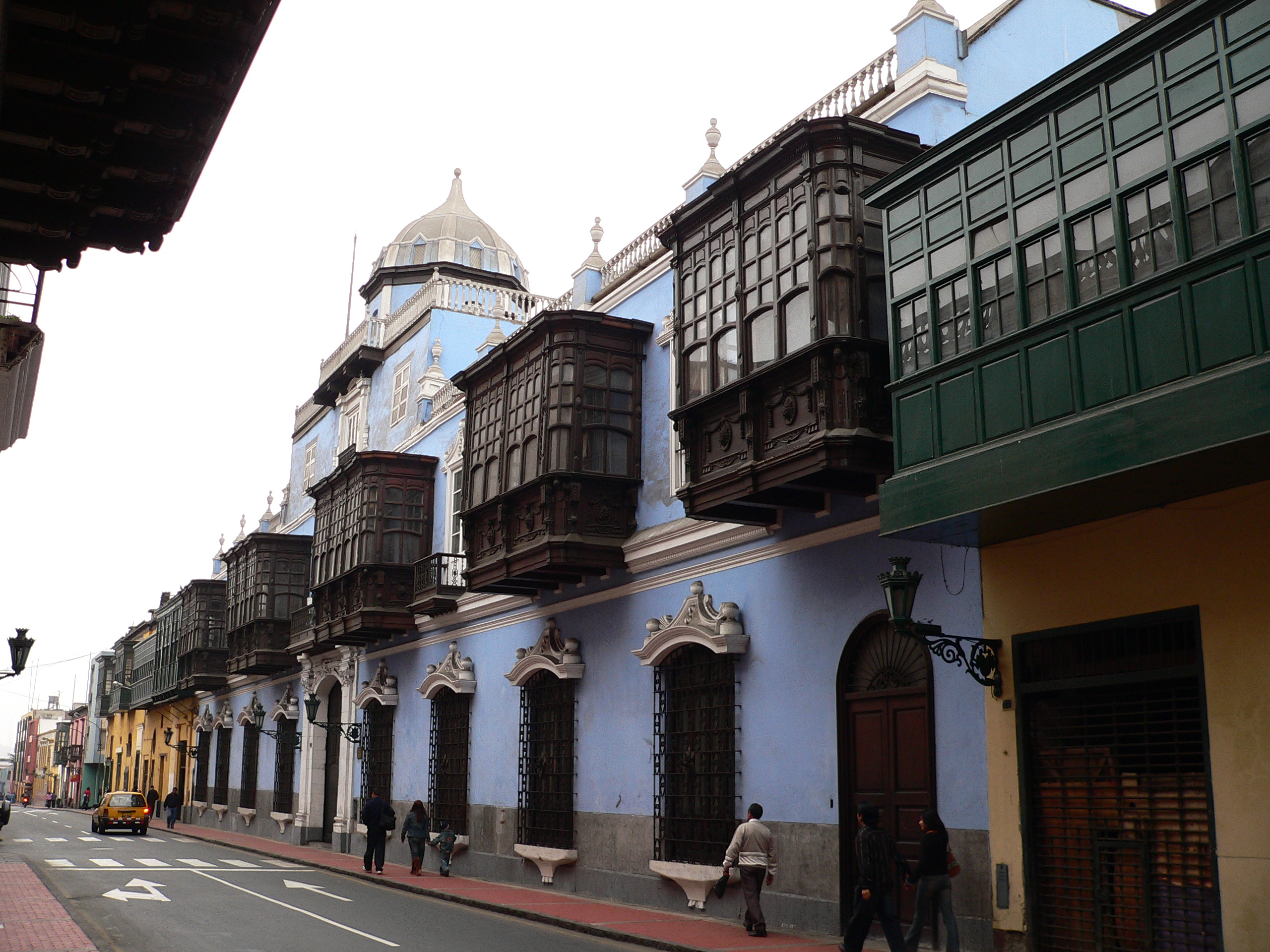

A Academia Peruana de la Lengua (Academia Peruana da Língua) é uma associação de acadêmicos e especialistas sobre o uso da língua espanhola no Peru. Foi fundada em Lima, em 5 de maio de 1887 e seu primeiro presidente eleito foi Francisco García Calderón. O segundo presidente foi Ricardo Palma. Seu atual presidente é Marco Martos Carrera. É membro da Associação de Academias da Língua Espanhola.